# 疏叶鳞毛蕨
疏叶鳞毛蕨（学名：Dryopteris tenuicula）为鳞毛蕨科鳞毛蕨属下的一个种。